# Courcelles–Saint-Évariste
Courcelles–Saint-Évariste est une municipalité dans la municipalité régionale de comté de Beauce-Sartigan au Québec (Canada), située dans la région administrative de Chaudière-Appalaches.

## Histoire
La municipalité de Courcelles–Saint-Évariste a été fondée le 1er janvier 2024 par la fusion des municipalités de Courcelles et de Saint-Évariste-de-Forsyth.

## Administration
Les élections municipales se font en bloc pour le maire et les six conseillers.
| Courcelles–Saint-Évariste Maires depuis 2024                                                                         |                  |         |          |
| Élection | Maire            | Qualité | Résultat |
| 2024 | Francis Bélanger |         |          |
| Élection partielle en italique Depuis 2005, les élections sont simultanées dans toutes les municipalités québécoises |                  |         |          |